# Poličnik
Poličnik je općina u Zadarskoj županiji, u Hrvatskoj.

## Stanovništvo
Popis stanovništva iz 2011. godine:
- Briševo – 657 stanovnika
  - Hrvati 98 %
  - Srbi 1 %
  - ostali 1 %

- Dračevac Ninski – 280 stanovnika
  - Hrvati 96 %
  - ostali 4 %

- Lovinac - 617 stanovnika
  - Hrvati 99 %
  - ostali 1 %

- Murvica - 701 stanovnika
  - Hrvati 71 %
  - Srbi 20 %
  - Jugoslaveni 1 %
  - ostali 8 %

- Poličnik - 1690 stanovnika
  - Hrvati 99 %
  - ostali 1 %

- Suhovare - 508 stanovnika
  - Hrvati 99 %
  - ostali 1 %

- Visočane - 372 stanovnika
  - Hrvati 99 %
  - ostali 1 %

- Rupalj - 245 stanovnika
  - Hrvati 99 %
  - ostali 1 %

| broj stanovnika | 1677  | 1958  | 1952  | 2157  | 2251  | 2620  | 3312  | 3223  | 4334  | 4729  | 5158  | 5528  | 5144  | 6266  | 4664  | 4469  | 4676  |
|                 | 1857. | 1869. | 1880. | 1890. | 1900. | 1910. | 1921. | 1931. | 1948. | 1953. | 1961. | 1971. | 1981. | 1991. | 2001. | 2011. | 2021. |

| broj stanovnika | 540   | 578   | 490   | 564   | 591   | 685   | 740   | 1094  | 1070  | 1148  | 1222  | 1415  | 1225  | 1690  | 1135  | 1035  | 1023  |
|                 | 1857. | 1869. | 1880. | 1890. | 1900. | 1910. | 1921. | 1931. | 1948. | 1953. | 1961. | 1971. | 1981. | 1991. | 2001. | 2011. | 2021. |

## Spomenici i znamenitosti
- Crkva sv. Nikole
- Crkva sv. Ivana
- Kapela sv. Luke

## Obrazovanje
- OŠ Poličnik

## Kultura
- Kulturno-umjetničko društvo "Carza"
- Dalmatinska muška klapa "Koporan"

## Šport
- NK Dragovoljac Poličnik
- Košarkaški klub Poličnik
- Kuglački klub Poličnik
- MNK Futsal Super Chicks Poličnik

Atletska utrka Poličnik, duljine 10km, odžava se od 1998.

## Vanjske poveznice
- Službena stranica Općine

|  | Portal Hrvatske – Pristup člancima s tematikom o Hrvatskoj. |